# Discografia de I Cavalieri del Re
La discografia dei Cavalieri del Re inizia nel 1981 e consiste in cinque album di inediti, di cui uno di cover, otto raccolte ufficiali, un Bootleg live, diciassette singoli ufficiali per la K-tel, la RCA e la Durium su 45 giri, dodici singoli promozionali in vinile a tiratura limitata stampati dall'associazione culturale TV-Pedia su etichetta Siglandia, a partire dal 2009, più altre tre sigle dedicate ai cartoni inserite solo nelle pubblicazioni in DVD delle relative serie.
Numerose sono le altre sigle incise tra il 1978 e il 1992 per altri programmi televisivi, più i provini scartati o quelli che, rimaneggiati, sono diventati altre sigle. Per il cofanetto celebrativo di otto CD pubblicato per i trent'anni di carriera del gruppo dal titolo Opera omnia è stata rimasterizzata l'intera discografia, comprensiva degli inediti e dei brani scartati.

## Album in studio
- 1982 - La storia di Lady Oscar (RCA Original Cast – BL 31656)
- 1984 - Baby Christmas Dance (Ricordi, TCSLP 100)
- 1992 - C'erano una volta i Beatles
- 2008 - Manga's Melody & Songs (Tre Effe Music, 3FCD001/2/3) - cofanetto tre cd
- 2016 - Album di famiglia (Tre Effe Music, 3FCD 24-25) - doppio CD

## Raccolte
- 1983 - I Cavalieri del Re (RCA, BL31664) - LP
- 2005 - C'erano una volta I Cavalieri del Re (KBL sigletv.net) - cd
- 2011 - Opera omnia (Tre Effe Music, 3FCD005-12) - cofanetto otto cd + 2 cd extra (3FCD013-14)
- 2013 - Tesori nascosti (Tre Effe Music, 3FCD15-18) - cofanetto quattro cd + 1 cd extra (3FCD 19)
- 2014 - La raccolta completa delle sigle TV (Tre Effe Music, 3FCD22-23) - due cd
- 2016 - I Cavalieri del Re vol. 2 (Tre Effe Music, 3F LP01) - LP
- 2021 - Box del 40º anniversario (Tre Effe Music – 3FCD 28-29) - due cd
- 2021 - Box del 40º anniversario - bonus tracks (Tivulandia – TVLCD 26~29) - quattro cd

## Album dal vivo
- 2010 - Super Bootleg - I Cavalieri del Re con la Mente di Tetsuya Live at Lucca Comics 2006 (CD) MDT 0005

## Singoli
- 1981 - La spada di King Arthur (RCA Original Cast - BB 6524)
- 1982 - Sasuke (RCA Original Cast - BB 6577)
- 1982 - Kimba, il leone bianco (K-tel - DEK 2007) - incisa con lo pseudonimo La mamma di Jonathan
- 1982 - L'uomo tigre (RCA Original Cast - BB 6591) - attribuita su disco al solo Riccardo Zara
- 1982 - Lady Oscar (RCA Original Cast - BB 6585)
- 1982 - Superauto mach 5 go! go! go!/Calendar Men (RCA Original Cast - BB6639) - la prima attribuita a Guiomar
- 1982 - Il libro Cuore/L'isola dei Robinson (RCA Original Cast - BB 6601)
- 1982 - Nero cane di leva (RCA Original Cast - BB 6623)
- 1982 - Chappy (RCA Original Cast - BB 6605)
- 1983 - Moby Dick 5/Le avventure di Gamba (RCA Original Cast - BB 6669)
- 1983 - Yattaman (RCA Original Cast - BB 6680)
- 1983 - La ballata di Fiorellino (RCA Original Cast - BB 6716)
- 1984 - Lo specchio magico (alcune copie contengono per errore Ugo il re del judo) (RCA Original Cast - BB 6777)
- 1984 - Coccinella (RCA Original Cast - BB 6788)
- 1986 - Gigi la trottola/I Predatori del tempo (Durium - LD Al 8214)

## Singoli promozionali
- 2009 - Devilman/Ransie la Strega (Siglandia, SGL 45 002) - prima edizione su vinile 45 giri
- 2010 - Godam (Siglandia, SGL 45 003) - prima edizione su vinile 45 giri
- 2010 - Nino il mio amico ninja (Siglandia, SGL 45 005) - prima edizione su 45 giri
- 2011 - Ugo il re del judo (Siglandia, SGL 45 009) - prima edizione su vinile
- 2011 - Il fichissimo del baseball (strumentale) (Tre Effe Music) - prima edizione su vinile
- 2011 - Il fichissimo del baseball (Siglandia) - seconda edizione su vinile
- 2012 - Caro fratello (Siglandia, SGL 45 013) - prima edizione su vinile 45 giri, ed. limitata
- 2013 - La piccola Nell/Piccola piccola Nell (Tre Effe Music, 3F45 021)
- 2013 - C'erano una volta i Cavalieri del Re/I Cavalieri del Re cantano i jingle di Radioanimati (Tre Effe Music, 3F45 022)

## Ristampe promozionali
- 2012 - Kimba (Tre Effe Music) - su vinile bianco
- 2012 - I predatori del tempo (Tre Effe Music) - su vinile blu
- 2012 - Gigi la trottola (Tre Effe Music) - su vinile arancione cangiante
- 2012 - Yattaman (Tre Effe Music) - su vinile rosso
- 2012 - Coccinella (Tre Effe Music) - su vinile giallo + vinile nero
- 2013 - Davil Man (Tre Effe Music, 3F45 024)

## Altre sigle
- 1978 - Cristoforo Colombo - cantata da Riccardo Zara & Central Studio
- 1981 - Ranger Pier - cantata da Franco Romeo e i Piccoli Rangers
- 1981 - I miei 16 anni - cantata da Ambra Orfei
- 1982 - Lupin il ladro gentiluomo - composta da Riccardo Zara per l'anime Lupin III, ma fu scartata a favore della sigla Lupin dei Castellina Pasi
- 1983 - Tornare al vecchio West - sigla di John Wayne eroe del West
- 1989 - Mamma mamma - cantata da Kokko di Mamma come sigla per la trasmissione Benny Hill Show
- 1991 - Se Natale verrà - cantata da Elisabetta Viviani come sigla per la trasmissione Natale in famiglia
- 1992 - È Domenica - cantata da Elisabetta Viviani come sigla per la trasmissione È Domenica
- 1992 - Stella a colori - cantata da Le rainbow come sigla per la trasmissione Buona sera con Amanda Lear
- 1999 - C'erano una volta i Cavalieri del Re
- 2000 - Caro fratello - cantata dai Cavalieri del Re come sigla dell'anime Caro fratello

## Provini scartati, sigle inedite e non utilizzate
- 1981
  - Il piccolo vichingo - poi diventato La spada di King Arthur
  - Evviva il re!! - prima versione di La spada di King Arthur
  - Banner lo scoiattolo - poi diventato Chappy
  - X Bomber - poi diventato Moby Dick 5
  - Tommy & Huck - poi diventato Yattaman
- 1982
  - Manichini metropolitani - sigla di Marron glacé (sigla scartata)
  - La fanciulla di Siena (sigla scartata)
  - Siamo tutti italiani - sigla di Calcio matto (sigla scartata)
  - Ding Dong il villaggio fantasia sigla di testa di Jo Jo, contenitore per ragazzi trasmesso su Telereporter dal 1982 al 1987 (sigla scartata)
  - Ding Dong il villaggio fantasia - sigla di coda di Jo Jo (sigla scartata)
  - Nella verde valle - sigla di Arrivano le spose (sigla scartata)
  - Il fantomatico Lupin/Lupin, ladro gentiluomo - (sigla scartata, successivamente inserita tra gli extra del secondo disco della prima edizione DVD de Lupin III - Il castello di Cagliostro)
  - Chappy lo stregone - provino con testo errato poi diventato Chappy
  - Nero soldato - prima versione scartata di Nero cane di leva
  - Cucciolo nero - non utilizzata, inedita
- 1983
  - Forza Sugar - provino scartato poi diventato Ugo il re del judo
  - Sandybell - provino scartato
  - Bye bye Frankenstein - provino poi rinominato Rockenstein con testo diverso per l'album Rockfeller a Pentathlon
- 1984
  - Mademoiselle Anne - provino scartato
- 2000
  - Digimon spiriti virtuali - sigla di Digimon (non utilizzata)
- 2006
  - La piccola Nell (non utilizzata)
  - Piccola Piccola Nell - sigla di coda (non utilizzata)
- 2008
  - La macchina del tempo (non utilizzata)

### DVD
- 2007 - I Cavalieri del Re in concerto (Lucca Comics 2006) DVD KBL
- 2008 - I Cavalieri del Re in concerto (Venezia e Prato 2007) DVD KBL

### Altro
- 2009 - I Cavalieri del Re - Calendario 2010

## Singoli nelle classifiche italiane (parziale)
Dati hitparadeitalia
| SINGOLO                 | ANNO | POS. MAX | POS. ANNUALE |
| ----------------------- | ---- | -------- | ------------ |
| Woobinda                | 1978 | 6        | _            |
| La spada di King Arthur | 1981 | 17       | 97           |
| Lady Oscar              | 1982 | 7        | 57           |

## Dati di vendita
- In un'intervista rilasciata da Riccardo Zara al quotidiano La Stampa viene svelato che, al 1985, il gruppo aveva venduto un totale di oltre 500.000 dischi (Zara parla di possibili 700.000 o 800.000 copie effettive)[1]. La soglia è comunque riferita a vendite tra le 500.000 e il 1.000.000 (dopo il 1.000.000 scattava una nuova soglia di riferimento e veniva certificata con il disco di platino per avere venduto oltre 1.000.000 di dischi totali).
- Tra il 1982 e il 1983 i 45 giri più venduti con le sigle RCA non andavano oltre le 50.000 copie, con alcuni più fortunati, che negli anni precedenti hanno raggiunto le 300.000/400.000 copie[2]; Numero considerato sufficientemente redditizio dalla RCA per pubblicare loro ulteriori sigle fino al 1984. L'andamento di questi ulteriori dischi deve avere decretato la fine del progetto, limitatamente alla RCA, relativo alla pubblicazione di altre sigle su 45 giri. Nel 1985 vennero però affidate loro altre sigle, che non trovarono pubblicazione fino agli anni 90 e 2000. Il progetto, dal 1986, passò poi ad altre case discografiche con la pubblicazione di altri dischi.